# أحمد رفيق المهدوي
أحمد رفيق المهدوي (1898 - 1961) أديب وشاعر ليبي، يعرف بأسم رفيق أحمد المهدوي أُطلق عليه في عام 1960م، لقب (شاعر الوطن).

## سيرة
ولد في بلدة فساطو بمدينة (جادو) بجبل نفوسة بليبيا عام 1898. وفي سن الثالة عشرة هاجر إلي مصر، وفيها حصل على الشهادة الابتدائية ثم الكفاءة ثم البكالوريا.
اضطر إلى العودة إلي بنغازي، والتحق بوظيفة سكرتير ببلدية بنغازي ولكن الفاشستيين عزلوه من عمله بسبب قصائده الوطنية، فهاجر إلى تركيا عام 1934. وفي منفاه الأخير في تركيا تنقل الشاعر في وظائف كثيرة حتى شغل منصب عميد بلدية أدنة العام 1941. عاد إلى وطنهِ في 1946م، وأسهم بقدر كبير في المشاركة في الحركة الوطنية التي توجت باستقلال ليبيا عام 1952م، وعندما عاد مرة جديدةـ إلى ليبيا العام 1946 وقد اندحر الطليان استقبل استقبالا وطنيا حافلا.
كتب عباس العقاد الناقد والمفكر المصري، في صحيفة الأخبار، يوم 15 نوفمبر 1954، مقالاً مطولاً عن شعره، وثمن موهبته عالياً. وأصدر «محمد الصادق عفيفي» في عام 1959، كتاباً عن الشعر خصصه بالكامل عن الشاعر أحمد رفيق بعنوان: (رفيق شاعر الوطنيّة الليبيّة). ومن الكتب التي صدرت عنه، الكتاب الذي جمع عدداً كبيراً من النصوص التي كتبها الشاعر، وعدد من الوثائق التاريخيّة الهامّة التي تخصه، وهو كتاب قالب:وميض البارق الغربي ، لـ«سالم الكبتي» وصدرت طبعته الأولى في عام 2005.
عينه الملك إدريس السنوسي، عضواً بمجلس الشيوخ، بعد أوّل تشكيل للمجلس عام 1952، وجدد عضويته بالمجلس، عام 1956، في التعيينات الجديدة للمجلس.
توفي في العاصمة اليونانيّة أثينا، يوم الخميس الموافق 6 يوليو 1961، وأُرسل جثمانه إلى ليبيا، ودفن، يوم الثلاثاء الموافق 11 يوليو 1961م، بمقبرة (سيدي عبيد) بمدينة بنغازي.
احتفت الجامعة الليبية بأربعينيته في شهر أغسطس، وأطلق اسمه على أحد مدرجات كلية الآداب. وأصدرت الدولة الليبيّة في الحقبة الملكيّة طابع بريدي يحمل صورته، وأطلق اسمه على شارع الكورنيش بمدينة بنغازي. كان للحوادث الكبرى التي وقعت في ليبيا ومصر وفلسطين وتونس صدىً واسعاً في شعرهِ.. تزعم دعوة إلي التجديد في الشعر.

## من شعره
شعره من طينة الشعر العربي في تلك المرحلة، لغة وتراكيب ومخيالا، ومكانته في الثقافة الليبية تعود، بالدرجة الأولى، إلى شعره الوطني الأقرب إلى الأناشيد الغنائية منه إلى القصيدة التقليدية الفصيحة المسبوكة. فلغته تلتقط جل مفرداتها من اليومي. وكان على شيء من البرم من قيود الخليل، لكنه لم يتجرأ على تحطيمه إذ ظلت محض رغبة:
أطلق عليه تسمية شاعر الوطن بسبب كثرة شعره الفصيح والعامي في حب الوطن:
وفي قصيدة له، لا يجد للأعياد لذّة ولا بهجة وفلسطين بين أنياب إسرائيل وأعوانها:

## إصدارات
- ديوان شاعر الوطن الكبير (الفترتان الأولى والثانية)/ 1971
- ديوان شاعر الوطن الكبير (الفترة الثالثة)/ 1962
- ديوان شاعر الوطن الكبير (الفترة الرابعة)/ 1965
- مسرحية «غيث»[6]